# Socovce
Socovce (in ungherese Szocóc) è un comune della Slovacchia facente parte del distretto di Martin, nella regione di Žilina.